# Eddie Gaven
Eddie Gaven (* 25. Oktober 1986 in Hamilton Township, New Jersey) ist ein ehemaliger US-amerikanischer Fußballspieler. 
Bis zur Saison 2013 spielt er für die Columbus Crew aus Ohio in der Major League Soccer. Er war Juniorennationalspieler der USA und spielte bisher viermal für die A-Nationalmannschaft. Gaven gilt als hochtalentierter offensiver Mittelfeldspieler mit Spielmacherqualitäten.
Zwischen 2003 und 2005 spielte er 75 Einsätze für die New York MetroStars und traf dabei 16-mal. Seit 2006 spielt er für die Columbus Crew. Er kam im Tausch für den Stürmer Edson Buddle nach Ohio.
Er nahm 2003 an der U-17-WM in Finnland teil und spielte 2005 bei der U-20-WM in den Niederlanden. Er ist nach Freddy Adu der zweitjüngste Spieler der in der Major League Soccer spielte. 
Seit dem 11. Juli 2004 ist er A-Nationalspieler. Sein erstes Länderspiel bestritt er gegen Polen.  
| Personendaten    | Personendaten                             |
| ---------------- | ----------------------------------------- |
| NAME             | Gaven, Eddie                              |
| KURZBESCHREIBUNG | US-amerikanischer Fußballspieler          |
| GEBURTSDATUM     | 25. Oktober 1986                          |
| GEBURTSORT       | Hamilton Township, NJ, Vereinigte Staaten |